# Pollinisation des pommiers

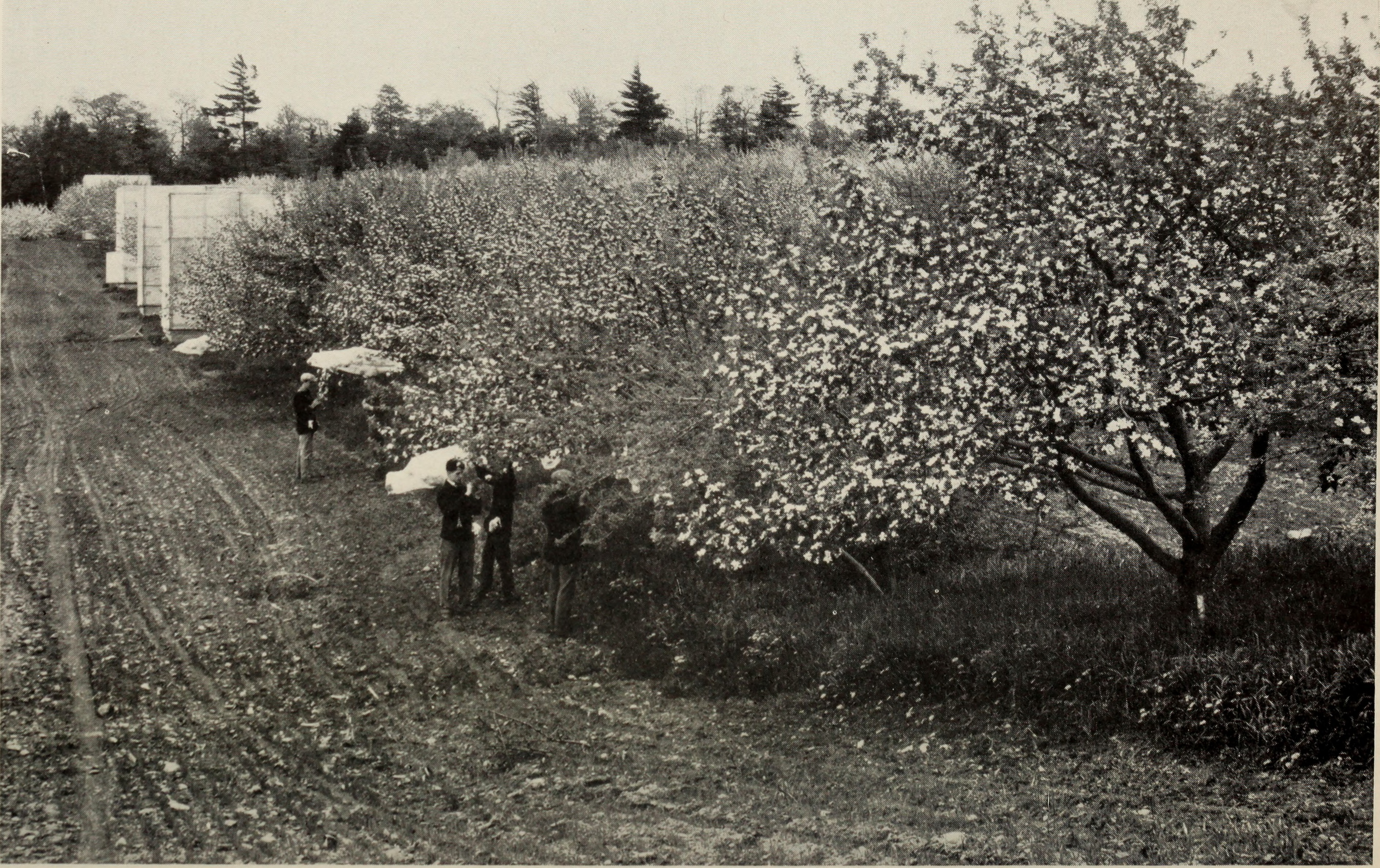
Étude de pollinisation des pommiers au Canada en 1933.

La pollinisation des pommiers est une des étapes essentielles qui permettent aux pommiers de produire des pommes. Une bonne pollinisation est donc nécessaire pour favoriser le rendement en quantité et en qualité.
Ces trois étapes successives auront lieu au printemps:
- la pollinisation: transport par les insectes du pollen de l'étamine aux stigmates de la fleur,
- la germination d'un grain de pollen par stigmate,
- la double fécondation des ovules qui donnera la pomme.

## Comment optimiser la pollinisation?
Lors de la plantation, la disposition des arbres fruitiers pour obtenir une bonne pollinisation est parfois problématique pour l'arboriculteur car de nombreux pommiers ne peuvent produire une quantité correcte de pommes que si certaines conditions sont remplies. En effet, bien que certaines variétés soient parfois partiellement autofertiles, la majorité des variétés cultivées sont autostériles. Pour être fécondées, elles doivent être plantées à proximité d'une variété compatible (allogamie) qui fleurit en même temps car la pollinisation est faite par les insectes tels les bourdons, les osmies et les abeilles (prévoir une à huit ruches à l'hectare). Même si ces insectes peuvent parcourir plusieurs kilomètres, l'idéal reste tout de même de planter deux variétés compatibles à quelques mètres l'une de l'autre[réf. nécessaire]. 
Toutes les variétés non triploïdes peuvent être des pollinisateurs pour une autre variété sous réserve que :
- leur pollen soit de bonne qualité,
- leurs dates respectives de pleine floraison concordent à plus ou moins trois jours (voir "groupes de floraisons" ci-dessous), il faut donc se renseigner sur cette compatibilité[2].
- leurs S-génotypes soient compatibles ou semi-compatibles.

Pour une meilleure pollinisation des pommiers, il vaut mieux éviter les sols enherbés fleuris et de planter dans les alentours des fleurs ou arbustes qui fleurissent en même temps et qui détourneraient les insectes du travail de pollinisation des fruitiers.
NB : Des pluies importantes (ou l'arrosage des fleurs), des vents forts et de longue durée, une température inférieure à 18 °C empêchent la sortie des insectes pollinisateurs. Par ailleurs, les gelées printanières tardives peuvent également compromettre gravement la pollinisation des fleurs (coulure).

## Groupes de floraison

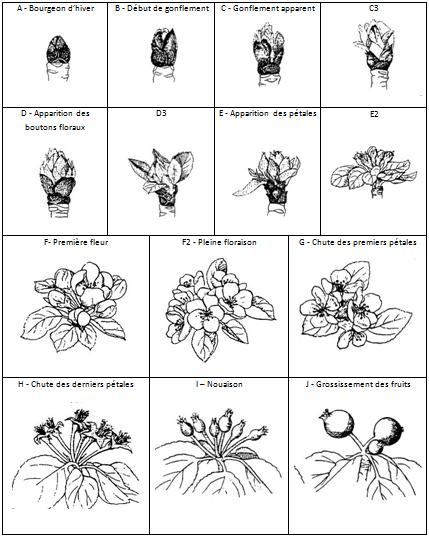
Stades de floraison du pommier. Deux variétés sont en mesure de se polliniser l'une l'autre quand elles arrivent simultanément (à plus ou moins trois jours) au stade F2.

Les cultivars de pommiers sont classés par groupes de floraison (nommés de A à F) correspondant à la période précise à laquelle ils fleurissent. Pour que deux cultivars puissent se féconder l'un l'autre, ils doivent avoir des dates de floraison respectives simultanées ou assez proches. Un groupe a une durée de 4 jours et il est évident qu’une floraison située en fin d’une période s’associera bien à une floraison en début de la période suivante alors qu’une floraison en début de période a moins de succès avec une floraison en fin de période suivante qui peut être éloignée de 7 jours...
Ces groupes permettent d’éviter les floraisons beaucoup trop écartées qui n'ont aucune chance d'aboutir à une fécondation croisée. Sur les étiquettes des pommiers qu'on trouve dans le commerce, le groupe de floraison est parfois indiqué. 
La 'Golden delicious' est considérée comme la variété de référence temporelle. Si une variété fleurit avant, on dit qu'elle a une floraison précoce, après, on parle de floraison tardive (utile dans les zones à gels tardifs).
- A 1-3:   Floraison très précoce : (-12 jours) Bolero tuscan (colonnaire)
- B 4-7:   Début de saison : (-5j) Red Windsor, Alkmene, Delbarestivalle…
- C 8-11:  Mi-saison : (-4j) Ariane, (-2j) Granny Smith et Melrose, (-1j) Cox’s Orange Pippin, Mairac, Discovery, Rubinola, Santana…)
- D 12-15: Fin de saison, floraison mi-tardive : Golden Delicious (floraison de référence), (+1j) Elstar, Belchard Chanteclerc, Delbardivine, Golden Orange, Topaz, (+2j) Pinova, Ecolette)
- E 16-19: Tardive : (+5j) Gloster 69, (+7j) Fuji
- F 20-23: Très tardive : (+8j) Reinette rouge étoilée, (+11j) Api,
- G 24-…:

Pour déterminer le groupe de floraison d'un cultivar, on relève chaque année les dates du stade F2, puis on recadre par rapport à la variété de référence (Golden delicious) et on fait ensuite une moyenne sur une dizaine d'années.

## Pollinisation artificielle

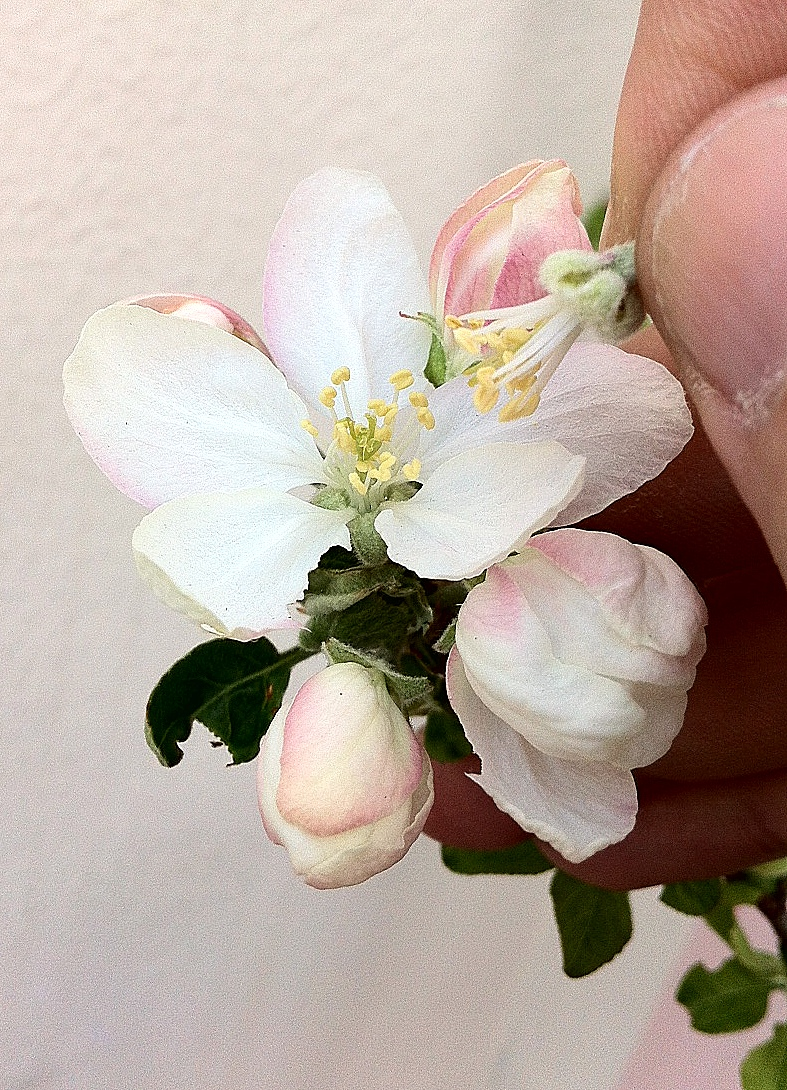
La pollinisation peut aussi être artificielle afin de créer des hybrides ayant des qualités spécifiques héritées des deux parents choisis par l'hybrideur.

Dans les conduites intensives de vergers professionnels, l'agriculteur peut avoir recours à un pommiers à fleurs qui, en plus d'être jolis, est un excellent fournisseur de pollen car la durée de floraison est longue et le s-génotype est peu courant. Dans un petit jardin, faire ce choix c'est perdre un emplacement pour un arbre productif de fruits…
Face au manque d'arbres « pollinisateurs »  ou face à la régression (et localement à la disparition des abeilles selon certains commentateurs et médias), certains pommiers sont en Asie pollinisés à la main ; et un japonais a eu l'idée de faire transporter le pollen par des bulles de savon libérées par des drones. Il affirme que, selon les tests faits en 2020, la méthode peut être efficace, au moins pour certaines espèces.

## Variétés pollinisatrices
Certaines variétés, telles que 'Red Windsor', 'Reine des reinettes', 'Granny Smith' ou 'Golden delicious', sont souvent considérées comme de bonnes pollinisatrices car elles produisent un pollen abondant et de qualité. Leur période de pleine floraison (stade F2) est assez longue, ce qui permet de couvrir les périodes de floraison d'un grand nombre d'autres cultivars. La Golden Delicious devrait souvent être évitée car elle est parente directe d'autres variétés, ce qui influence l'efficacité du pollen. Un cultivar réputé bon pollinisateur est toutefois très mauvais pollinisateur d'un cultivar qui aurait le même S-génotype que lui.

## Variétés autofertiles
Certains cultivars de pommiers sont autofertiles, c'est-à-dire qu'ils peuvent produire des fruits en l'absence d'une seconde variété pollinisatrice. Ils peuvent donc être plantés seuls mais ils produiront toujours plus en présence d'un autre arbre pollinisateur. C'est le cas des variétés suivantes :
- Braeburn
- Cybele Delrouval,
- Arthur Turner,
- Cox's Orange Self-Fertile,
- Charles Ross,
- Ecolette,
- Egremont Russet,
- Gloster,
- Golden Delicious,
- Granny Smith,
- James Grieve,
- Jonared,
- Red Devil,
- Red Falstaff,
- Rome Beauty,
- Saturn,
- Winston[6].

Toutefois, il y a très peu de chances qu'une fleur, même autofécondée, produise des fruits contenant des graines donnant une variété identique à la plante mère même si cela peut arriver comme c'est le cas pour la variété Megumi. En effet, l'autofécondation ne permet que la conservation des structures homozygotes.
Certaines variétés telles que Elstar ont été rendues autofertiles par des techniques de transgénèse.

## Variétés stériles

### Pommier triploïde
Un pommier triploïde est un pommier dont le génome est constitué de 3 "lots" de 17 chromosomes.
En raison de cette anomalie, les triploïdes, quoique souvent vigoureux, produisent un pollen de très mauvaise qualité qui les rendent non autofertiles (ou très faiblement) et incapables de polliniser d'autres variétés de pommiers. Ils donnent des pommes avec peu ou pas de pépins féconds.
Pour pouvoir produire des pommes en quantité normale, ils doivent donc impérativement être plantés en association avec une variété compatible et si l'on veut que la variété pollinisatrice produise elle aussi, il faudra planter un troisième arbre compatible avec celle-ci (puisque le pollen du triploïde est inefficace).
En cas de manque de place, il est possible de greffer un rameau d'une variété compatible qui suffira à polliniser l'arbre hôte. Le plus simple dans un petit jardin familial, c'est d'exclure les triploïdes et de se limiter aux diploïdes résistants.
On utilise parfois le semis de pépins de pommier pour tenter d'obtenir de nouvelles variétés ou pour faire des porte-greffes. Cette pratique a de faibles chances de réussite avec des pépins de variétés triploïdes car on obtient souvent des descendants aneuploïdes se développant de façon anormale (nanisme, dégénérescence, etc.).
En effet, selon une étude de Einset en 1945, sur 329 semis de pépins de variétés triploïdes librement pollinisées, 2 (0,6 %) étaient haploïdes, 6 (1,8 %) étaient diploïdes, 4 (1,8 %) étaient triploïdes, et 10 (3,0 %) étaient tétraploïdes, alors que 307 (92,8 %) étaient aneuploïdes. Cela dit, les 8 %[Lesquels ?] se développant correctement ont plus de chances de donner une variété intéressante qu'avec des pépins de variétés diploïdes. Ils seront plus vigoureux et auront de plus gros fruits[réf. nécessaire].
.

### Liste de variétés triploïdes
- Baldwin
- Belle de Boskoop
- Blenheim Orange
- Bramley
- Crimson Bramley
- Cwastresse double (RGF)
- Gennet-Moyle
- Godivert (RGF)
- Gravenstein
- Gris Braibant (RGF)
- Initial
- Jacques Lebel
- Jonagold
- Joseph Musch (RGF)
- Jumbo
- Katja
- Mutsu
- Rambour d'hiver
- Reinette de Blenheim (RGF)
- Reinette Clochard (serait plutôt diploïde - référence à préciser !)
- Reinette Dubuisson
- Reinette de France
- Reinette grise du Canada
- Reinette du Canada
- Reinette Hernaut (RGF)
- Reinette de Macon
- Rhode Island Greening
- Ribston Pippin
- Rubinstar
- Stayman Winesap
- Suntan
- Tompkins King
- Warner's King
- Washington

## Génétique du pommier
Le génome du pommier comprend 17 chromosomes ; la majorité des variétés de pommiers (telles que Reine des Reinettes, Granny Smith ou Golden Delicious) sont diploïdes et possèdent donc 34 chromosomes. Certains caractères s'héritent de façon simple, par exemple la résistance à la tavelure du pommier qui est sous le contrôle de nombreux gènes dont Vf. D'autres caractères sont aussi codés par plusieurs gènes et ont donc une hérédité complexe (épistasie) ; c'est le cas du port de l'arbre, de sa fertilité, de la forme et de la qualité du fruit.

### La pollinisation croisée et le S-génotype
L'expérimentation démontre que dans des conditions culturales ordinaires, il est préférable de planter un verger avec une compatibilité complète (deux allèles différents) entre deux cultivars adjacents.
On caractérise un cultivar par son S-génotype qui est un groupe de numéros attribués à des allèles différents. Pour deux cultivars adjacents on parlera de compatibilité partielle lorsque seulement un allèle est différent entre eux et, de compatibilité complète quand deux allèles sont différents entre eux. Par exemple, le S-génotype du cultivar Gloster 69 est S4S19, celui de Braeburn est S9S24. Ces deux cultivars ayant deux S-Génotypes totalement différents et des périodes de floraison communes, ils sont donc totalement compatibles et leur association donnera une pollinisation optimale
La connaissance des divers S-génotypes permet d'optimiser la pollinisation naturelle entre les arbres d'un verger alors que l'utilisation de listes de "pollinisateurs" ne distingue pas la compatibilité complète de la compatibilité partielle.

### S-génotypes des variétés les plus courantes
Des listes plus complètes sont disponibles sur Internet.
- Belle de Boskoop S2S3S5 (variété triploïde)
- Braeburn S9S24
- Cox's Orange Pippin S5S9
- Florina S3S9
- Fuji S1S9
- Gala S2S5
- Golden delicious S2S3
- Granny Smith S3S23
- Jonathan S7S9
- McIntosh S10S25
- Reinette du Canada S1S2S3